# Carnet di ballo
Carnet di ballo (Un carnet de bal) è un film del 1937 diretto da Julien Duvivier.

## Trama
Una giovane vedova ritrova dopo 16 anni un carnet da ballo e rintraccia i vari compagni di ballo per sapere cosa ne è stato di loro.
Purtroppo si rende conto che non è possibile fare ritornare i bei momenti del passato e quindi decide di dedicarsi ad un orfanello, figlio dell'uomo che lei ha più amato.

## Produzione
Il film, una produzione Sigma, è stato ritenuto da Georges Sadoul disuguale nei risultati, «a volte mediocre, con un dialogo troppo fiorito. È anche una specie di campionario dei più noti attori francesi dell'anteguerra». Duvivier stesso nel 1941 realizzerà una sorta di remake con Lydia. Franco La Polla ritiene l'opera «un'affascinante elegia del ricordo, addentrandosi nei meandri della memoria alla ricerca del tempo e degli amori perduti».

## Distribuzione
Il film si inserisce in una periodo quando, è stato scritto, «il cinema francese è al suo apogeo», grazie a registi quali Jean Vigo, Marcel Carné, Jean Renoir, oltre allo stesso Duvivier, e ciò nonostante la grave crisi mondiale che ha naturalmente ripercussioni sull'industria cinematografica gravata anche dall'avvento del sonoro.

## Riconoscimenti
- 5ª Mostra internazionale d'arte cinematografica di Venezia: Coppa Mussolini come miglior film straniero